# برنار فاکس (هنرپیشه)
 برنار فاکس (انگلیسی: Bernard Fox؛ زادهٔ ۱۱ مهٔ ۱۹۲۷ - ۱۴ دسامبر ۲۰۱۶) یک هنرپیشه اهل بریتانیا بود.
از فیلم‌ها یا برنامه‌های تلویزیونی که وی در آن نقش داشته است می‌توان به نجات دهندگان، تایتانیک و مومیایی اشاره کرد. برنار فاکس در دسامبر ۲۰۱۶ درگذشت.